# Waking the Fury
Waking the Fury – dziewiąty album studyjny kanadyjskiej grupy muzycznej Annihilator. Wydawnictwo ukazało się 18 marca 2002 roku nakładem wytwórni muzycznych Steamhammer Records i SPV Records.

## Lista utworów
Opracowano na podstawie materiału źródłowego.
1. "Ultra-Motion" (muz. i sł. Jeff Waters) - 05:07
2. "Torn" (muz. i sł. Joe Comeau, Jeff Waters) - 05:02
3. "My Precious Lunatic Asylum" (muz. i sł. Joe Comeau, Jeff Waters) - 05:48
4. "Striker" (muz. i sł. Jeff Waters) - 05:00
5. "Ritual" (muz. i sł. Joe Comeau, Jeff Waters) - 05:17
6. "Prime-Time Killing" (muz. i sł. Jeff Waters) - 04:33
7. "The Blackest Day" (muz. i sł. Joe Comeau, Jeff Waters) - 05:10
8. "Nothing To Me" (muz. i sł. Jeff Waters) - 04:35
9. "Fire Power" (muz. i sł. Jeff Waters) - 04:54
10. "Cold Blooded" (muz. i sł. Joe Comeau, Jeff Waters) - 03:53

| Limited edition |
| --- |
| 1. "Ultra-Motion" - 05:07 2. "Torn" - 05:02 3. "My Precious Lunatic Asylum" - 05:48 4. "Striker" - 05:00 5. "Ritual" - 05:17 6. "Prime-Time Killing" - 04:33 7. "The Blackest Day" - 05:10 8. "Nothing To Me" - 04:35 9. "Fire Power" - 04:54 10. "Cold Blooded" - 03:53 11. "Shallow Grave (Live)" - 05:08 12. "Nothing To Me (Radio Edit)" - 03:40 |

## Twórcy
Opracowano na podstawie materiału źródłowego.
- Joe Comeau – wokal prowadzący
- Jeff Waters – gitara rytmiczna, gitara prowadząca, gitara basowa, produkcja muzyczna
- Randy Black – perkusja

## Wydania
| Rok  | Nr katalogowy    | Format                | Wytwórnia           | Region | Źródło |
| ---- | ---------------- | --------------------- | ------------------- | ------ | ------ |
| 2002 | SPV 085-72942 CD | CD, Album             | Steamhammer Records | Niemcy | [ 3 ]  |
| 2002 | 085-72942-P CD   | CD, Album, Promo, Sli | Steamhammer Records | Niemcy | [ 3 ]  |